# سیارک ۱۸۸۰۵
سیارک ۱۸۸۰۵ (به انگلیسی: 18805 Kellyday، نامگذاری:1999JX77) هجده هزار و هشتصد و پنجمین سیارک کشف شده‌است که در ۱۲ مه ۱۹۹۹ کشف شد.
قدر مطلق سیارک برابر ۱۵.۵ است.